# Back on the Streets (album)
| Recensione              | Giudizio    |
| ----------------------- | ----------- |
| AllMusic                | [ 1 ]       |
| Sputnikmusic            | 3.4 (Great) |
| Dizionario del Pop-Rock | [ 3 ]       |
| 24.000 dischi           | [ 4 ]       |

Back on the Streets è un album discografico del chitarrista rock nordirlandese Gary Moore, pubblicato dalla casa discografica MCA Records nel 1978.

## Tracce
Lato A
1. Back on the Streets – 4:19 (Donna Campbell, Gary Moore)
2. Don't Believe a Word – 3:55 (Phil Lynott)
3. Fanatical Fascists – 2:59 (Phil Lynott)
4. Flight of the Snow Moose (Strumentale) – 7:20 (Donna Campbell, Gary Moore)

Lato B
1. Hurricane (Strumentale) – 4:50 (Donna Campbell, Gary Moore)
2. Song for Donna – 5:25 (Donna Campbell, Gary Moore)
3. What Would You Rather Bee or a Wasp (Strumentale) – 4:50 (Donna Campbell, Gary Moore)
4. Parisienne Walkways – 3:45 (Phil Lynott)

Edizione CD del 2013, pubblicato dalla Universal Records (5341873)
1. Back on the Streets – 4:22 (Gary Moore)
2. Don't Believe a Word – 3:47 (Phil Lynott)
3. Fanatical Fascists – 3:01 (Phil Lynott)
4. Flight of the Snow Moose – 7:17 (Gary Moore)
5. Hurricane – 4:53 (Gary Moore)
6. Song for Donna – 5:28 (Gary Moore)
7. What Would You Rather Bee or a Wasp – 4:53 (Gary Moore)
8. Parisienne Walkways (Phil Lynott: voce) – 3:21 (Gary Moore, Phil Lynott)
9. Track Nine – 5:02 (Gary Moore) – Bonus Track - Lato B del singolo MCA 386 ()
10. Spanish Guitar (Phil Lynott: voce) – 3:51 (Gary Moore) – Bonus Track - Lato A del singolo MCA 534 ()
11. Spanish Guitar (Gary Moore: voce) – 3:57 (Gary Moore) – Bonus Track - Lato A del singolo MCA 534 ()
12. Spanish Guitar (Strumentale) – 3:48 (Gary Moore) – Bonus Track - Lato B del singolo MCA 534 ()

## Musicisti
Back on the Streets
- Gary Moore - voce solista, chitarre, basso, accompagnamento vocale-coro
- Don Airey - tastiere
- Simon Phillips - batteria
- Phil Lynott - battito delle mani (handclaps), accompagnamento vocale-coro

Don't Believe a Word
- Gary Moore - voce solista, chitarre
- Phil Lynott - voce solista, basso
- Brian Downey - batteria

Fanatical Fascists
- Gary Moore - voce solista, chitarre, accompagnamento vocale-coro
- Phil Lynott - basso, chitarra acustica, accompagnamento vocale-coro
- Brian Downey - batteria

Flight of the Snow Moose
- Gary Moore - chitarre (tutte)
- Don Airey - tastiere
- John Mole - basso
- Simon Phillips - batteria

Hurricane
- Gary Moore - chitarre (tutte)
- Don Airey - tastiere
- John Mole - basso
- Simon Phillips - batteria

Song for Donna
- Gary Moore - voce solista, chitarre
- Don Airey - tastiere
- John Mole - basso
- Simon Phillips - batteria

What Would You Rather Bee or a Wasp
- Gary Moore - chitarre (tutte)
- Don Airey - tastiere
- John Mole - basso
- Simon Phillips - batteria

Parisienne Walkways
- Phil Lynott - voce solista, basso elettrico, contrabbasso
- Gary Moore - chitarre, sintetizzatore, mandolino, accompagnamento vocale-coro
- Brian Downey - batteria

Note aggiuntive
- Chris Tsangarides e Gary Moore - produttori (per Mr. Sam (Music) Ltd.)
- Registrazioni effettuate al Morgan Studios di Londra (Inghilterra)
- Chris Tsangarides - ingegnere delle registrazioni
- Mike (Copper Bolt) Hedges, Mike (Victim) Dutton, Mark (T.R.S.) Freguard, Perry (Pee Wee) Morgan, Andrew (Supertype) Warwick, Simon (Reverend) Wakefield - assistenti ingegnere delle registrazioni
- Cream - sleeve design album
- Chalkie Davies - fotografia[8]